# 1. SC 1911 Heiligenstadt
Der 1. SC 1911 Heiligenstadt ist ein Sportklub in der westthüringischen Kleinstadt Heilbad Heiligenstadt. Er zählt mehr als 1800 Mitglieder und bietet die Sportarten Fußball, Handball, Tischtennis, Breitensport sowie Rehasport an. Als Sportstätten stehen ihm das städtische 4000 Zuschauer fassende Stadion am Gesundbrunnen mit einem Rasenplatz und die Lorenz-Kellner-Sporthalle zur Verfügung.

## Geschichte

Historisches Logo

Der heutige SC 1911 hat eine Reihe von Vorläufern. Am 27. Juni 1911 wurde in der damals 8000 Einwohner zählenden Kreisstadt der Fußballverein Heiligenstadt 1911 gegründet. Bis zum Zweiten Weltkrieg erfuhr dieser etliche Umstrukturierungen, und es tauchten Namen wie Blau-Weiß Heiligenstadt und SC Olympia Heiligenstadt auf. 1945 wurden in Heiligenstadt wie in der gesamten sowjetischen Besatzungszone auf Betreiben der Besatzungsmacht alle Sportvereine verboten und Sportwettkämpfe nur auf enger regionaler Ebene gestattet. Zur Weiterführung des Sports in Heiligenstadt bildete sich eine lose organisierte Sportgemeinschaft. Sie wurde um 1949 im Zuge der Neuordnung des Sportwesens in Ostdeutschland auf der Basis von Betriebssportgemeinschaften (BSG) von den staatlichen Verwaltungseinrichtungen der Stadt übernommen und in die BSG Einheit Heiligenstadt umgewandelt. In den folgenden Jahren wechselte mehrfach der Trägerbetrieb und somit auch der Name der BSG: 1956 „Rotation“, 1964 „Motor“ und zuletzt 1985 BSG Solidor Heiligenstadt als Betriebssportgemeinschaft des gleichnamigen in Heiligenstadt ansässigen metallverarbeitenden Werkes Solidor. Nach den durch die deutsche Wiedervereinigung bedingten wirtschaftlichen Veränderungen stellte das Solidorwerk Anfang der 1990er Jahre seine Unterstützung für die Betriebssportgemeinschaft ein. Daraufhin wurde bürgerliche Verein 1. SC 1911 Heiligenstadt e. V. gegründet, der am 19. Mai 1992 in das Vereinsregister eingetragen wurde.

## Entwicklung des Fußballsports

Historisches Logo der BSG Motor Heiligenstadt

Der Fußball in Heiligenstadt kam bisher nie über das Unterklassenniveau hinaus. Sein Weg lässt sich am deutlichsten in der DDR-Zeit nachzeichnen. 1953 gelang der BSG Einheit der Aufstieg in die damals drittklassige Bezirksliga Erfurt. Mit einer einjährigen Unterbrechung in der Bezirksklasse spielte die BSG auch unter ihren späteren Bezeichnungen durchgehend bis 1986 in der Bezirksliga. Nach weiteren zwei Jahren in der viertklassigen Bezirksklasse folgten bis zum Ende des DDR-Sports 1991 weitere drei Bezirksliga-Spielzeiten. Zweimal konnte sich Heiligenstadt für den DDR-weiten FDGB-Fußballpokalwettbewerb qualifizieren. 1958 wurde mit einem 3:2-Heimsieg der BSG Rotation über den Drittligisten Aktivist Tiefenort die zweite Pokalrunde erreicht, wo es allerdings beim Drittligisten Motor Oberlind eine deftige 0:6-Niederlage gab. 1982 war erneut Aktivist Tiefenort Gegner in der ersten Runde, doch diesmal schied die BSG Motor zuhause nach Verlängerung mit 1:3 sofort aus. Der SC 1911 pendelt seit 2001 ständig zwischen der Landesklasse und der Verbandsliga.

## Aktuelle Entwicklung
Mit Stand 2011 unterhält die Fußballabteilung des SC 1911 zwei Männer- und 13 Jugendmannschaften aller Altersklassen. Die Handballabteilung steht mit einer Frauenmannschaft sowie zwei männlichen und zwei weiblichen Nachwuchsteams im Spielbetrieb. Die 1. Fußballmannschaft spielt in der sechstklassigen Thüringenliga, die Handballfrauen in der Regionsliga Süd-Niedersachsen. 2011 erreichten die Männer das Finale des TFV-Pokals, unterlagen dort jedoch zuhause dem zwei Klassen höher spielenden Regionalligisten ZFC Meuselwitz knapp mit 5:6 nach Elfmeterschießen. In der Thüringenliga belegte der 1. SC im Spieljahr 2020/21 nach coronabedingtem Abbruch nach dem 9. Spieltag den 16. Platz.

## Personen von besonderer Bedeutung
Franz Egel, 248-facher DDR-Oberligaspieler bei FC Rot-Weiß Erfurt, begann seine Fußball-Laufbahn in der Schülermannschaft von Motor Heiligenstadt.